# Olasz festők listája
Híres olasz festők listája ábécé sorrendben:
| Ábécé szerinti tartalomjegyzék                                                                           |
| --- |
| A, Á B C Cs D Dz Dzs E, É F G Gy H I, Í J K L Ly M N Ny O, Ó Ö, Ő P Q R S Sz T Ty U, Ú Ü, Ű V W X Y Z Zs |

## A
- Alessandro Abate (Catania, 1867 – Catania, 1953)
- Niccolò dell’Abbate (Modena, 1512 – Fontainebleau, 1571)
- Giuseppe Abbati (Nápoly, 1836 – Firenze, 1868)
- Vincenzo Abbati (Nápoly, 1803 – Firenze, 1866)
- Guido Ubaldo Abbatini (Città di Castello, 1600 – Róma, 1656)
- Filippo Abbiati (Milánó, 1640 – Milánó, 1715)
- Carla Accardi (Trapani, 1924–2014)
- Ezechiele Acerbi (Pavia, 1850 – 1920)
- Rosetta Acerbi (Velence)
- Valerio Adami (Bologna, 1935–)
- Carlo Ademollo (Firenze, 1824 – 1911)
- Luigi Ademollo (Milánó, 1764 – Firenze, 1849)
- Livio Agresti (Forlì, 1505 – Róma, 1579)
- Luigi Agretti (La Spezia, 1877 – La Spezia, 1937)
- Giuseppe Aguiari (Velence, 1840 – Buenos Aires, 1885)
- Tito Aguiari (Adria, 1834 – Trieszt, 1908)
- Benito Aguzzoli (Modena, 1934–)
- Pietro Alamanno (1475 – 1498)
- Francesco Albani (Bologna, 1578 – Bologna, 1660)
- Mariotto Albertinelli (Firenze, 1474 – Firenze, 1515)
- Francesco Albotto (Velence, 1721 – Velence, 1757)
- Enrico Albrici (Vilminore di Scalve, 1714 – Bergamo, 1773)
- Antonio Ambrogio Alciati (Vercelli, 1878 – Milánó, 1929)
- Roberto Alessandrini (Forte dei Marmi, 1958–)
- Alessandro Algardi, (Bologna, 1595– Róma, 1654), festő, szobrász
- Girolamo Alibrandi (Messina, 1470 – 1524)
- Alessandro Allori (Firenze, 1535 – Firenze, 1607)
- Cristofano Allori (Firenze, 1577 – Firenze, 1621)
- Francesco Saverio Altamura (Foggia, 1826 – Nápoly, 1897)
- Altichiero (Zevio, 1330 – Verona, 1390)
- Pomponio Amalteo (Motta di Livenza, 1505 – San Vito al Tagliamento, 1588)
- Adelaide Ametis (Torino, 1877 – 1949)
- Jacopo Amigoni (1682 – Madrid, 1752)
- Giuseppe Amisani (Mede Lomellina, 1881 – Portofino, 1941)
- Antonio Amorosi (Comunanza, 1660 – Róma, 1738)
- Giovanni Anastasi (Senigallia, 1653 – Macerata, 1704)
- Federico Andreotti (Firenze, 1847 – Firenze, 1930)
- Beato Angelico (Vicchio, 1395 – Róma, 1455)
- Fra Angelico (1387 – Róma, 1455)
- Franco Angeli (Róma, 1935 – Róma, 1988)
- Filippo Anivitti (Róma, 1876 – 1955)
- Pietro Annigoni (Milánó, 1910 – Firenze, 1988)
- Innocenzo Ansaldi (Pescia, 1734 – 1816)
- Giovanni Andrea Ansaldo (Voltri, 1584 – Genova, 1638)
- Giorgio Anselmi (Verona, 1723 – Lendinara, 1797)
- Michelangelo Anselmi (Lucca, 1492 – Parma, 1556)
- Andrea Appiani (Milánó, 1754 – Milánó, 1817)
- Francesco Arata (Castelleone, 1890 – Castelleone, 1956)
- Annibale Arces (Grottaglie, 1912 – Grottaglie, 1994)
- Giuseppe Arcimboldo (Milánó, 1527 – Milánó, 1593)
- Pietro Ardito (Buenos Aires, 1919 – Rapallo, 2005)
- Spinello Aretino (Arezzo, 1350 – 1410)
- Amico Aspertini (Bologna, 1474 – Bologna, 1552)
- Achille Astolfi (Padova, 1823 – Padova, 1900)
- Ugo Attardi (Sori, 1923 – Róma, 2006)
- Ernesto Aurini (Teramo, 1873 – Chieti, 1947)
- Jacopo Avanzi (Bologna, ? – ?, 1416)

## B
- Jacopo Baccarini (Reggio Emilia, 1605 – 1682)
- Stellario Baccellieri (Reggio Calabria)
- Marcello Bacciarelli (Róma, 1731 – Varsó, 1818)
- Giovanni Baglione (Róma, 1566 – Róma, 1643)
- Enrico Baj (Milánó, 1924 – Vergiate, 2003)
- Filippo Balbi (Nápoly, 1806 – Alatri, 1890)
- Alesso Baldovinetti (Firenze, 1425 – Firenze, 1499)
- Giuseppe Baldrighi (Stradella, 1722 – Parma, 1803)
- Giovanni Balducci (Firenze, 1560 – Nápoly, 1631)
- Adolfo Balduini (Altopascio, 1881 – Sommocolonia, 1957)
- Antonio Balestra (Verona, 1666 – Verona, 1740)
- Giacomo Balla (Torino, 1871 – Róma, 1958)
- Nicolò Barabino (Sampierdarena, 1832 – Firenze, 1891)
- Paolo Baratta (Ghiare di Noceto, 1874 – Parma, 1940)
- Gianni Barbato (Nápoly, 1957)
- Agostino Barbieri (Isola della Scala, 1915 – Sirmione, 2006)
- Alessandro Bardelli (Uzzano, 1583 – Bologna, 1633)
- Michele Baretta (Vigone, 1916 – Vigone, 1987)
- Cecrope Barilli (Parma, 1839 – Parma, 1911)
- Federico Barocci (Urbino, 1535 – 1612)
- Cesare Bartolena (Livorno, 1830 – 1903)
- Luigi Bartolini (Cupramontana, 1892 – Róma, 1963)
- Ferruccio Baruffi (Caravaggio, 1889 – Caravaggio, 1958)
- Evaristo Baschenis (Bergamo, 1617 – Bergamo, 1677)
- Jacopo Bassano (Bassano del Grappa, 1515 – 1592)
- Pompeo Batoni (Lucca, 1708 – Róma, 1787)
- Nunzio Bava (Bagaladi, 1906 – Reggio Calabria, 1994)
- Giuseppe Bazzani (Mantova, 1690 – Mantova, 1769)
- Domenico Beccafumi (Montaperti, 1486 – Siena, 1551)
- Gentile Bellini (Velence, 1429 – Velence, 1507)
- Giovanni Bellini (?, 1430 – Velence, 1516)
- Bernardo Bellotto (Velence, 1721 – Varsó, 1780)
- Giuseppe Benassai (Reggio Calabria, 1835 – Reggio Calabria, 1889)
- Marco Benefial (Róma, 1684 – Róma, 1764)
- Giulio Benso (Pieve di Teco, 1592 – Pieve di Teco, 1668)
- Ignazio Berardo (Torino, 1888 – Avigliana, 1978)
- Bonaventura Berlinghieri (Lucca, 1210 – 1287)
- Pietro Antonio Bernabei (Firenze, 1948)
- Giovanni Lorenzo Bernini (Nápoly, 1598–1680), olasz festő, szobrász, építész
- Pietro Bernini (Sesto Fiorentino, 1562 – Róma, 1629)
- Giuseppe Bertolino (Castelvetrano, 1958)
- Luca Bestetti (Milánó, 1964)
- Giovanni Carlo Bevilacqua (Velence, 1775 – 1849)
- Giuseppe Bezzuoli (Firenze, 1784 – 1855)
- Gerardo Bianchi (Monza, 1845 – Milánó, 1922)
- Renato Birolli (Verona, 1905 – Milánó, 1959)
- Giovanni del Biondo (Pratovecchio)
- Giuseppe Bernardino Bison (Palmanova, 1762 – Milánó, 1844)
- Eugenio de Blaas (Albano Laziale, 1843 – Bécs, 1931)
- Giulio de Blaas [Ismert még: Julius von Blaas, der Jüngere] (Velence, 1888 – New York, 1934) amerikai is
- Giulio von Blaas [Festőneve: Julius von Blaas, der Ältere] (Albano Laziale, 1845 – Bad Hall, 1922) 1873-tól osztrák is
- Giovan Francesco Boccacini (Pistoia, 1786 – Messina, 1877)
- Amedeo Bocchi (Parma, 1883 – Róma, 1976)
- Clemente Bocciardo (Genova, 1620 – Pisa, 1658)
- Umberto Boccioni (Reggio Calabria, 1882 – Verona, 1916)
- Giovanni Boldini (Ferrara, 1842 – Párizs, 1931)
- Giovanni Boldù († 1477)
- Augusto Bompiani (Róma, 1852 – Róma, 1930)
- Carlo Ludovico Bompiani (Róma, 1902 – Róma, 1972)
- Clelia Bompiani (Róma, 1848 – Róma, 1927)
- Roberto Bompiani (Róma, 1821 – 1908)
- Antonino Bonaccorsi (Acireale, 1827 – 1897)
- Pierre Bonnard (Fontenay-aux-Roses, 1867–Le Cannet, 1947), olasz festő
- Giovan Battista Boncori (Campli, 1643 – Róma, 1699)
- Benedetto Bonfigli (Perugia, 1420 – 1496)
- Vincenzo Boniforti (Vigevano, 1866 – 1904)
- Giuseppe Bonito (Castellammare di Stabia, 1707 – Nápoly, 1789)
- Paolo Vincenzo Bonomini (Bergamo, 1757 – Bergamo, 1839)
- Francesco Bonsignori (Verona, ? – Caldiero, 1519)
- Aroldo Bonzagni (Cento, 1887 – Milánó, 1918)
- Orazio Borgianni (Róma, 1578 – Róma, 1616)
- Odoardo Borrani (Párizs, 1832 – Maldive, 1905)
- Fabrizio Boschi (1572 – 1642)
- Andrea Boscoli (Firenze, 1560 – 1607)
- Giuseppe Bossi (Busto Arsizio, 1777 – Milánó, 1815)
- Giuseppe Bottani (Cremona, 1717 – Mantova, 1784)
- Sandro Botticelli (Firenze, 1445 – Firenze, 1510)
- Flavio Bozzoli (Genova)
- Donato Bramante (Monte Asdrualdo, 1444 – Róma, 1514)
- Ludovico Brea (Nizza, 1450 – 1522)
- Franco Brescianini (Lodetto, 1944)
- Agnolo Bronzino (Monticelli di Firenze, 1502 – Firenze, 1572)
- Enzo Brunori (Perugia, 1924 – Róma, 1993)
- Giovanni Bruzzi (Firenze, 1936)
- Anselmo Bucci (Fossombrone, 1887 – Monza, 1955)
- Giuliano Bugiardini (Firenze, 1475 – 1554)
- Bernardo Buontalenti (Firenze, 1536 – Firenze, 1608)
- Ludovico Buti (1560 – 1611)
- Bernardino Butinone (Treviglio, 1450 – 1507)
- Giovanni Maria Butteri (1540 – 1606)

## C
- Canaletto (Velence, 1697 – Velence, 1768)
- Antonio Canova (Possagno, 1757–Possagno, 1822)
- Cimabue (Firenze, 1240 – Pisa, 1302)
- Vincenzo Cabianca (Verona, 1827 – 1902)
- Guglielmo Caccia (Montabone, 1568 – Moncalvo, 1625)
- Giovanni Battista Caccioli (Budrio, 1623 – Bologna, 1675)
- Giuseppe Antonio Caccioli (Bologna, 1672 – Bologna, 1740)
- Giuseppe Cades (Róma, 1750 – Róma, 1799)
- Ippolito Caffi (Belluno, 1809 – Lissa, 1866)
- Margherita Caffi (1650 – Milánó, 1710)
- Nino Caffè (Alfedena, 1909 – Pesaro, 1975)
- Francesco Cairo (Milánó, 1607 – Milánó, 1665)
- Paolo Calafiore (Solarino, 1928 – Catania, 2006)
- Andrea Camassei (Bevagna, 1602 – Róma, 1649)
- Luca Cambiaso (Moneglia, 1527 – Escorial, 1585)
- Antonino Cammarata (Augusta, 1962)
- Domenico Campagnola (Velence, ? – Padova, 1564)
- Bernardino Campi (Reggio Emilia, 1520 – Cremona, 1591)
- Galeazzo Campi (Cremona, 1475 – Cremona, 1536)
- Giacomo Campi (Milánó, 1846 – Milánó, 1921)
- Giulio Campi (1502 – 1572)
- Massimo Campigli (Berlin, 1895 – Saint-Tropez, 1971)
- Vincenzo Camuccini (Róma, 1771 – Róma, 1844)
- Giovanni Antonio Canal (Mestre, 1697 – Velence, 1768)
- Francesco Cantalupi (Milánó, 1771 – Piacenza, 1806)
- Domenico Cantatore (Ruvo di Puglia, 1906 – Párizs, 1998)
- Puccio Capanna
- Giuseppe Capogrossi (Róma, 1900 – Róma, 1972)
- Guido Caprotti (Monza, 1887 – Avila, 1966)
- Caravaggio (Milánó, 1571 – Porto Ercole, 1610)
- Fermo Ghisoni da Caravaggio (Caravaggio, 1505 – Mantova, 1575)
- Domenico Carella (Francavilla Fontana, 1721 – Martina Franca, 1813)
- Giovanni Cariani (San Giovanni Bianco, 1485 – Velence, 1547)
- Onorato Carlandi (Róma, 1848 – 1939)
- Luca Carlevarijs (Udine, 1663 – Velence, 1730)
- Giovanni Carlone (Genova, 1584 – Milánó, 1631)
- Giovanni (Johann) Carlone (Rovio, 1636 – Rovio, 1713)
- Giovanni Andrea Carlone (Genova, 1639 – Genova, 1697)
- Giovanni Battista Carlone (Genova – Parodi Ligure)
- Eugenio Carmi (Genova, 1920 – 2016)
- Guido Carmignani (Parma, 1838 – Parma, 1909)
- Antonio Carneo (Concordia Sagittaria, 1637 – Portogruaro, 1692)
- Giovanni Carnovali (Montegrino Valtravaglia, 1804 – Coltaro, 1873)
- Carlo Carosso (Asti, 1953 – Asti, 2007)
- Ferdinando Carotenuto (La Spezia, 1925)
- Vittore Carpaccio (Velence, 1460–1628)
- Agostino Carracci (Bologna, 1557 – Parma, 1602)
- Annibale Carracci (Bologna, 1560 – Róma, 1609)
- Ludovico Carracci (Bologna, 1555 – Bologna, 1619)
- Rosalba Carriera (Chioggia, 1675 – Velence, 1757)
- Carlo Carrà (Quargnento, 1881 – Milánó, 1966)
- Alvaro Cartei (Signa, 1911 – Signa, 1995)
- Francesco Casanova (London, 1727 – Bécs, 1803)
- Basilio Cascella (Pescara, 1860 – Róma, 1950)
- Bruno Cassinari (Gropparello, 1912 – Milánó, 1992)
- Amos Cassioli (Asciano, 1832 – Firenze, 1891)
- Andrea del Castagno (Castagno, 1421 – Firenze, 1457)
- Filippo Castelli (Monza, 1859 – Monza, 1932)
- Valerio Castello (Genova, 1624 – Genova, 1659)
- Federico Castelluccio (Nápoly, 1964 –)
- Giovanni Benedetto Castiglione (Genova, 1609 – Mantova, 1664)
- Giuseppe Castiglione (Milánó, 1688 – Peking, 1766)
- Luigi Catani (Prato, 1762 – Firenze, 1840)
- Camillo Catelli (Nápoly, 1886 – 1978)
- Antonio Cavallucci (Sermoneta, 1752 – Róma, 1795)
- Luigi Cavenaghi (Caravaggio, 1844 – Milánó, 1918)
- Adriano Cecioni (1836 – 1886)
- Andrea Cefaly (Cortale, 1827 – Cortale, 1907)
- Giovanni Pietro da Cemmo (Cemmo)
- Cennino Cennini (Firenze, 1370 – Firenze, 1440)
- Alberto Ceppi (Meda, 1948)
- Carlo Ceresa (San Giovanni Bianco, 1609 – Bergamo, 1679)
- Domenico Cerrini (Perugia, 1609 – Róma, 1681)
- Angelo Cesselon (Settimo di Cinto Caomaggiore, 1922 – Velletri, 1992)
- Arturo Chelini (Lucca, 1877 – Lucca, 1942)
- Sandro Chia (Firenze, 1946)
- Alberto Chiarini (Teramo, 1939 – 1988)
- Pietro Alessio Chini (Borgo San Lorenzo, 1800 – 1876)
- Agostino Ciampelli (Firenze, 1565 – Róma, 1630)
- Nicola Cianfanelli (Mosca, 1793 – Firenze, 1848)
- Ferdinando Cicconi (Colli del Tronto, 1831 – 1886)
- Antonio Cifrondi (Clusone, 1656 – Brescia, 1730)
- Vittorio Amedeo Cignaroli (Torino, 1730 – Torino, 1800)
- Cigoli (San Miniato, 1559 – Róma, 1613)
- Giovanni Cinqui (Scarperia, 1667 – 1743)
- Nardo di Cione (Firenze, ? – ?, 1366)
- Francesco Clemente (Nápoly, 1952)
- Fabrizio Clerici (Milánó, 1913 – Róma, 1993)
- Mario Cocchi (Livorno – Livorno)
- Arcangelo di Cola (Camerino)
- Giuseppe Cominetti (Salasco, 1882 – Róma, 1930)
- Francesco Conti (Firenze, 1681 – Firenze, 1760)
- Primo Conti (Firenze, 1900 – Fiesole, 1988)
- Antonio Corpora (Tunisi, 1909 – Róma, 2004)
- Pietro da Cortona (Cortona, 1596 – Róma, 1669)
- Domenico Corvi (Viterbo, 1721 – Róma, 1803)
- Ettore Cosomati (Nápoly, 1873 – Milánó, 1960)
- Grazio Cossali (Orzinuovi, 1563 – Brescia, 1629)
- Claudio Costa (Tirana, 1942 – Genova, 1995)
- Giovanni Costetti (Reggio Emilia, 1874 – Settignano, 1949)
- Frasncesco Cozza (Stilo, ? – Róma, 1682)
- Tullio Crali (Igalo, 1910 – Milánó, 2000)
- Carlo Crivelli (1435–1495)
- Il Cerano (Romagnano Sesia, 1573 – Milánó, 1632)
- Giuseppe Maria Crespi (Bologna, 1665 – Bologna, 1747)
- Roberto Crippa (Monza, 1921 – Bresso, 1972)
- Max Crivello (Palermo, 1958)
- Francesco Curradi (Firenze, 1570 – 1661)

## D
- Alessandro D'Anna (Palermo, 1746 – Nápoly, 1810)
- Vito D'Anna (Palermo, 1718 – Palermo, 1769)
- Cavalier d'Arpino (Arpino, 1568 – Róma, 1640)
- Antonio da Caravaggio (Caravaggio)
- Polidoro da Caravaggio (Caravaggio, 1499 – Messina, 1543)
- Giorgione da Castelfranco (Veneto, 1478 – Velence, 1510)
- Antonio da Correggio (1494–1535)
- Melchiorre d'Enrico (Alagna Valsesia, 1573 – Varallo, 1642)
- Bartolomeo da Ponte Tresa (Ponte Tresa – ?)
- Giovanni da San Giovanni (San Giovanni Valdarno, 1592 – Firenze, 1636)
- Paolo da San Leocadio (Reggio Emilia, 1447 – 1520)
- Guido da Siena
- Bernardo Daddi (1290 – 1348)
- Luca Dall'Olio (Chiari, 1958)
- Damiano Damiani (Pasiano, 1922–)
- Pier Dandini (Firenze, 1646 – 1712)
- Giovanni Stefano Danedi (Treviglio, 1612 – Milánó, 1690)
- Sergio Dangelo (Milánó, 1932)
- Francesco Maria De Benedictis (Guardiagrele, 1800)
- Martino De Boni (Velence, 1753 – Róma, 1831)
- Lorenzo De Caro (Nápoly, 1719 – Nápoly, 1777)
- Adolfo de Carolis (Montefiore dell’Aso, 1874 – Róma, 1928)
- Giorgio de Chirico (Vólosz, 1888 – Róma, 1978)
- Giambattista de Curtis (Nápoly, 1860 – Nápoly, 1926)
- Giuseppe De Feo (Seregno, 1914 – Seregno, 2000)
- Luigi De Giudici (Pavia di Udine, 1887 – Velence, 1955)
- Elio De Luca (Pietrapaola, Cosenza, 1950)
- Lazzaro De Maestri (Savona, 1840 – Savona, 1905)
- Nicola De Maria (Foglianise, 1954)
- Luigi Bonanni d'Ocre (L’Aquila, 1895 – Róma, 1979)
- Filippo de Pisis (Ferrara, 1896 – Milánó, 1956)
- Giovanni Ambrogio De Predis (Milánó, ? – Milánó, 1509)
- Agostino De Romanis (Velletri, 1947)
- Serafino De Tivoli (Livorno, 1826 – Firenze, 1892)
- Luca Del Baldo (Como, 1969)
- Antonio del Ceraiolo (Firenze)
- Domenico Del Frate (Lucca, 1765 – Róma, 1821)
- Lucio Del Pezzo (Nápoly, 1933)
- Sebastiano del Piombo (Velence, 1485 – Róma, 1547)
- Perino del Vaga (Firenze, 1501 – Róma, 1547)
- Niccolò dell’Abbate (Modena, 1512 – Fontainebleau, 1571)
- Stefano Dell'Arzere (Merlara, 1515)
- Piero della Francesca (Sansepolcro, 1420–1492)
- Guido Della Giovanna (Nápoly, 1948)
- Gennaro Della Monica (Teramo, 1836 – Teramo, 1917)
- Priamo della Quercia (Quercia Grossa, presso Siena, ? – Siena, 1467)
- Mario Deluigi (Treviso, 1901 – Velence, 1978)
- Fortunato Depero (Malosco, 1892 – Rovereto, 1960)
- Beppe Devalle (Torino, 1940)
- Andrea di Bonaiuto (Firenze)
- Giotto di Bondone (Colle di Vespignano, 1267–Firenze, 1337)
- Piero di Cosimo (Firenze, 1462 – Firenze, 1521)
- Lorenzo di Credi (Firenze, 1459 – 1537)
- Bicci di Lorenzo (Firenze, 1373 – 1452)
- Coppo di Marcovaldo (Firenze, 1225 – 1276)
- Lorenzo di Niccolò
- Roberto di Odorisio (Nápoly – Nápoly)
- Alfonso Di Pasquale (Andria, 1899 – Róma, 1987)
- Dietisalvi di Speme
- Giuseppe Diotti (Casalmaggiore, 1779 – Bergamo, 1846)
- Antonio Diziani (Velence, 1737 – Velence, 1797)
- Santi di Tito (Borgo San Sepolcro, 1536 – Firenze, 1603)
- Domenico di Michelino (Firenze, 1417 – Firenze, 1491)
- Donatello (Firenze, 1386 – Firenze, 1466)
- Antonio Donghi (Róma, 1897 – Róma, 1963)
- Piero Dorazio (Róma, 1927 – Todi, 2005)
- Gianni Dova (Róma, 1925 – Pisa, 1991)
- Duccio di Buoninsegna (Siena, ~ 1250~1260–San Quirico, 1318v.1319)
- Gian Paolo Dulbecco (La Spezia, 1941)
- Fortunato Duranti (Montefortino, 1787 – Montefortino, 1863)
- Jacopo del Sellaio (Firenze, 1442 – 1493)
- Jacopo di Cione (Firenze, 1325 – 1399)
- Jacopo di Mino del Pellicciaio (Siena, 1330 – 1410)
- Taddeo di Bartolo (Siena, 1362 – Siena, 1422)
- Raffaellino del Garbo (San Lorenzo a Vigliano, 1466 – Firenze, 1524)
- Domenichino (Bologna, 1581 – Nápoly, 1641)

## E
- Pablo Echaurren (Róma, 1951)
- Oreste Emanuelli (Fontanellato, 1893 – Fidenza, 1977)
- Salvatore Emblema (Terzigno, 1929 – 2006)

## F
- Gentile da Fabriano (Fabriano, 1370 – Róma, 1427)
- Pompeo Fabri (Róma, 1874 – Róma, 1959)
- Athos Faccincani (Peschiera del Garda, 1951)
- Federico Faruffini (Sesto San Giovanni, 1831 – Perugia, 1869)
- Vincenzo Fato (Castellana Grotte, 1705 – Castellana Grotte, 1788)
- Giovanni Fattori (Livorno, 1825 – Firenze, 1908)
- Giacomo Favretto (Velence, 1849 – Velence, 1887)
- Leonardo Fea (Torino, 1852 – Torino, 1903)
- Alessandro Fei (Firenze, 1543 – 1592)
- Lina Fenoglio (Róma, 1903 – Róma, 1985)
- Defendente Ferrari (Chivasso) 1480 – Torino, 1540
- Gaudenzio Ferrari (Valduggia, 1475 – Milánó, 1546)
- Vincenzo Ferrari (Cremona, 1941)
- Giovanni Domenico Ferretti (Firenze, 1692 – Firenze, 1768)
- Roberto Ferruzzi (Sebenico, 1853 – Luvigliano, 1934)
- Tano Festa (Róma, 1938 – 1988)
- Domenico Fiasella (Sarzana, 1589 – 1669)
- Giannetto Fieschi (Zogno, 1921)
- Andrea Figari (Sassari, 1858 – Genova, 1945)
- Ambrogio Figino (Milánó, 1553 – 1608)
- Francesco Filippini (Brescia, 1853 – 1895)
- Antonio Filocamo (Messina, 1669 – Messina, 1743)
- Nicola Filotesio (Amatrice, 1480 – Ascoli Piceno, 1547)
- Rosso Fiorentino (Firenze, 1494 – Fontainebleau, 1540)
- Stefano Fiorentino
- Giosetta Fioroni (Róma, 1932)
- Salvatore Fiume (Comiso, 1915 – Milánó, 1997)
- Carmelo Floris (Bono (SS), 1891 – Olzai, 1960)
- Foiso Fois (Iglesias, 1916 – Cagliari, 1984)
- Mauro Fondi (Pistoia, 1913 – Milánó, 1988)
- Lavinia Fontana (Bologna, 1552 – Róma, 1614)
- Lucio Fontana (Rosario, 1899 – Comabbio, 1968)
- Prospero Fontana (Bologna, 1512 – Bologna, 1597)
- Antonio Fontanesi (Reggio Emilia, 1818 – Torino, 1882)
- Vincenzo Foppa (Bagnolo Mella, 1427 – 1515)
- Andrea Fossati (Toscolano, 1844 – Toscolano, 1919)
- Franco Fossi (Empoli, 1955)
- Raffaello Fossi (Signa, 1928 – Signa, 1962)
- Cesare Fracanzano (Barletta, ? – Barletta, 1651)
- Franciabigio (Firenze, ? – ?, 1525)
- Francesco Francia (1450 – 1518)
- Alfonso Frangipane (Catanzaro, 1881 – Reggio Calabria, 1970)
- Achille Funi (Ferrara, 1890 – 1972)
- Francesco Furini (Firenze, 1600 – Firenze, 1646)

## G
- Anton Domenico Gabbiani (Firenze, 1652 – 1726)
- Ignazio Gadaleta (Molfetta, 1958)
- Agnolo Gaddi (1350 – 1396)
- Gaddo Gaddi
- Taddeo Gaddi (1295 – 1366)
- Cuono Gaglione (Acerra, 1947)
- Nicola Galeone (Francavilla Fontana, 1807 – Massafra, 1883)
- Antonella Gamba (Cascina, 1909)
- Paolo Gamba (Ripabottoni, 1712 – Ripabottoni, 1782)
- Cosimo Gamberucci (Firenze, 1560 – 1621)
- Antonino Gandolfo (Catania, 1841 – Catania, 1910)
- Giuseppe Gandolfo (Catania, 1792 – Catania, 1855)
- Tullio Garbari (Pergine Valsugana, 1892 – Párizs, 1931)
- Giovan Battista Gaulli (Genova, 1639 – Róma, 1709)
- Gerolamo Genga (1476 – 1551)
- Artemisia Gentileschi (Róma, 1593 – Nápoly, 1653)
- Orazio Gentileschi (Pisa, 1563 – London, 1639)
- Niccolò di Pietro Gerini (Firenze, ? – ?, 1415)
- Carlo Gerosa (Canzo, 1805 – 1878)
- Antonio Gherardi (Rieti, 1638 – Róma, 1702)
- Alessandro Gherardini (Firenze, 1655 – Livorno, 1723)
- Enrico Giannelli (Alezio, 1854 – Parabita, 1945)
- Domenico Ghirlandaio (Firenze, 1449 – Firenze, 1494)
- Ridolfo Ghirlandaio (Firenze, 1483 – 1561)
- Giorgio Ghisi (Mantova, 1520 – Mantova, 1582)
- Gianbecchina (Sambuca di Sicilia, 1909 – Palermo, 2001)
- Giandante X (Milánó, 1900 – Milánó, 1984)
- Felice Giani (San Sebastiano Curone, 1758 – Róma, 1823)
- Corrado Giaquinto (Molfetta, 1703 – Nápoly, 1766)
- Cesare Giatti (Ferrara, 1936 – Ferrara, 1990)
- Giacinto Gigante (Nápoly, 1806 – Nápoly, 1876)
- Arnaldo Ginna (Ravenna, 1890 – Róma, 1982)
- Francesco Gioli (San Frediano a Settimo, 1846 – Firenze, 1922)
- Luca Giordano (Nápoly, 1634 – Nápoly, 1705)
- Giottino (Firenze, 1324 – Firenze, 1357)
- Apollonio di Giovanni (Firenze, 1415 – 1465)
- Lorenzo Costa il Giovane (Mantova, 1537 – Mantova, 1583)
- Giotto (Vespignano, 1267 – Firenze, 1337)
- Giuliano Giuman (Perugia, 1944)
- Andrea di Giusto (Firenze, ? – ?, 1451)
- Gianfranco Goberti (Ferrara, 1939)
- Giovan Francesco Gonzaga (Milánó, 1921 – Milánó, 2007)
- Michele Gordigiani (1830 – 1909)
- Anselmo Govi (Reggio Emilia, 1893 – 1953)
- Benozzo Gozzoli (Firenze, 1420 – 1497)
- Francesco Granacci (Villamagna di Volterra, 1469 – Firenze, 1543)
- Giovannino De' Grassi (Milánó, 1350 – 1398)
- Lucillo Grassi (Storo, 1895 – Red Bank, 1971)
- Nicolò Grassi (Formeaso, 1682 – Velence, 1748)
- El Greco (Velence, 1541 – Toledo (Spanyolország), 1614)
- Michelangelo Grigoletti (Pordenone, 1801 – Velence, 1870)
- Giuseppe Gaetano Grimaldi (Tropea, 1690 – Tropea, 1748)
- Pier Francesco Guala (Casale Monferrato 1698 – Milánó 1757)
- Alessandro Guardassoni (Bologna, 1819 – Bologna, 1888)
- Francesco Guardi (Velence, 1712 – Velence, 1793)
- Gianantonio Guardi (Bécs, 1699 – Velence, 1761)
- Piero Guccione (Scicli, 1935 – Modica, 2018)
- Il Guercino (Cento, 1591 – Bologna, 1666)
- Renato Guttuso (Bagheria, 1911 – Róma, 1987)

## H
- Francesco Hayez (Velence, 1791 – Milánó, 1882)
- Ignazio Hugford (Pisa, 1703 – Firenze, 1778)

## I
- Antonio Ialenti (Campobasso, 1937)
- Domenico Induno (Milánó, 1815 – Milánó, 1878)
- Gerolamo Induno (Milánó, 1825 – 1890)
- Antonio Insulla (Gela, 1939)
- Giovannello da Itala (1504 – 1531)

## J
- Jacone (Firenze, 1495 – 1554)
- Giacomo Jaquerio (Torino, 1375 – Torino, 1453)
- Francesco Jerace (Polistena, 1854 – Nápoly, 1937)
- Pio Joris (1843 – 1921)

## K
- Erika Giovanna Klien (Borgo Valsugana, 1900 – New York, 1957)

## L
- Lorenzo di Bicci († 1405)
- Lorenzo Monaco (Siena, 1370 – Firenze, 1424)
- Valerio Laccetti (Vasto, 1836 – Róma, 1909)
- Giuseppe Lama (Casalvecchio Siculo)
- Bruno Landi (Róma, 1941)
- Giovanni Lanfranco (Parma, 1582 – Róma, 1647)
- Bernardino Lanino (Mortara, 1512 – Vercelli, 1583)
- Niccolò Lapi (1661 – 1732)
- Giorgio Larocchi (Muggiò, 1929 – Arcore, 2007)
- Emanuele Laustino (Pittsburgh, 1916 – Asti, 1988)
- Zenone Lavagna (Biancavilla, 1863 – 1900)
- Gregorio Lazzarini (Velence, 1655 – Villabona Veronese, 1730)
- Silvestro Lega (Modigliana, 1826 – Firenze, 1895)
- Ottavio Leoni (Róma, 1578 – 1630)
- Antonio Ligabue (Zürich, 1899 – Gualtieri, 1965)
- Cesare Ligari (Milánó, 1716 – Como, 1752)
- Pietro Ligari (Ardenno, 1686 – Sondrio, 1752)
- Jacopo Ligozzi (Verona, 1547 – Firenze, 1627)
- Filippino Lippi (1457 – 1504)
- Filippo Lippi (Firenze, 1406 – Spoleto, 1469)
- Lorenzo Lippi (Firenze, 1606 – Firenze, 1665)
- Marcello Lo Giudice (Taormina, 1954)
- Aldo Locatelli (Bergamo, 1915 – Porto Alegre, 1962)
- Francesco Lojacono (Palermo, 1838 – Palermo, 1915)
- Aurelio Lomi (Pisa, 1556 – 1622)
- Trento Longaretti (Treviglio, 1916 – Bergamo, 2017)
- Alessandro Longhi (Velence, 1733 – Velence, 1813)
- Pietro Longhi (Velence, 1701 – 1785)
- Ambrogio Lorenzetti (1285 – 1348)
- Pietro Lorenzetti (Siena, 1280 – 1348)
- Albino Lorenzo (Tropea, 1922 – Tropea, 2005)
- Lorenzo Lotto (Velence, 1480 – Loreto, 1556)
- Ponziano Loverini (Gandino, 1845 – Gandino, 1929)
- Sandro Luporini (Viareggio, 1930)
- Benedetto Luti (Firenze, 1666 – Róma, 1724)
- Emanuele Luzzati (Genova, 1921 – Genova, 2007)

## M
- Masaccio (Castel San Giovanni, 1401 – Róma, 1428)
- Matteo di Giovanni (Borgo San Sepolcro, 1430 – Siena, 1495)
- Morago (Fontanelle, 1947)
- Pietro di Domenico da Montepulciano
- Cesare Maccari (Siena, 1840 – Róma, 1919)
- Mario Mafai (Róma, 1902 – Róma, 1965)
- Alessandro Magnasco (Genova, 1667 – 1749)
- Alberto Magnelli (Firenze, 1888 – Meudon, 1971)
- Adeodato Malatesta (Modena, 1806 – Modena, 1891)
- Antonio Mancini (Manoppello, 1939)
- Rutilio Manetti (Siena, 1571 – Siena, 1639)
- Andrea Mantegna (Isola di Carturo, 1431 – Mantova, 1506)
- Carlo Maratta (Camerano, 1625 – Róma, 1713)
- Pompeo Mariani (Monza, 1857 – Bordighera, 1927)
- Manrico Marinozzi (Pollenza, 1903 – Ancona, 1973)
- Anna Marongiu (Cagliari, 1907 – Róma, 1941)
- Enrico Martarello (Orino, 1953 – Caslino d'Erba, 1997)
- Simone Martini (Siena, 1284 – Avignone, 1344)
- Antonio Martini di Atri (Atri, ?  – ?, 1433)
- Cristoforo Martinolio (Roccapietra, 1599 – 1663)
- Pietro Marussig (Trieszt, 1879 – Pavia, 1937)
- Giuseppe Mascarini (Bologna, 1877 – Milánó, 1954)
- Roberto Masi (Firenze, 1940)
- Lucio Massari (Bologna, 1569 – Bologna, 1633)
- Agostino Masucci (Róma, 1691 – 1758)
- Carlo Mattioli (Modena, 1911 – Parma, 1992)
- Giuseppe Mazzetti (Ravenna, 1896 – Róma, 1979)
- Parmigianino (Parma, 1503 – Casalmaggiore, 1540)
- Ludovico Mazzolino (Ferrara, 1480 – Ferrara, 1528)
- Guido Meineri (Cuneo, 1869 – Montese, 1944)
- Melozzo da Forlì (Forlì, 1438 – Forlì, 1494)
- Lippo Memmi (Siena, 1291 – Siena, 1356)
- Francesco Mensi (Grava, 1800 – Alessandria, 1888)
- Francesco Menzocchi (Forlì, 1502 – Forlì, 1574)
- Giovanni Merenda (Messina, 1942)
- Antonello da Messina (Messina, 1429 – Messina, 1479)
- Vincenzo Meucci (Firenze, 1694 – Firenze, 1766)
- Michelangelo (Caprese, 1475–Róma, 1562)
- Francesco Paolo Michetti (Tocco da Casauria, 1851 – Francavilla al Mare, 1929)
- Vittorio Miele (Cassino, 1926 – Cassino, 1999)
- Giovanni Migliara (Alessandria, 1785 – Milánó, 1837)
- Michele Antonio Milocco (Torino, 1690 – Torino, 1772)
- Tommaso Minardi (Faenza, 1787 – Róma, 1871)
- Alzek Misheff (Dupniza, 1940)
- Amedeo Modigliani (Livorno, 1884 – Párizs, 1920)
- Nicola Moietta (Caravaggio), 16. század első fele  – ?)
- Pier Francesco Mola (Coldrerio, 1612 – Róma, 1666)
- Luigi Montanarini (Firenze, 1906 – Róma, 1998)
- Guido Montauti (Pietracamela, 1918 – Teramo, 1979)
- Alessandro Monteleone (Taurianova, 1897 – Róma, 1967)
- Giuseppe Molteni (Affori, Milánó, 1800. – Milánó 1867.)
- Cesare Monti (Brescia, 1891 – Corenno Plinio, frazione di Dervio, 1959)
- Giorgio Morandi (Bologna, 1890 – Bologna, 1964)
- Angelo Morbelli (Alessandria, 1854 – Milánó, 1919)
- Domenico Morelli (Nápoly, 1823 – Nápoly, 1901)
- Mattia Moreni (Pavia, 1920 – Ravenna, 1999)
- Giuseppe Moriani
- Giovanni Moriggia (Caravaggio, 1796 – Caravaggio, 1878)
- Ennio Morlotti (Lecco, 1910 – Milánó, 1992)
- Giovanni Battista Moroni (Albino (BG), 1522 – 1578)
- Franco Mulas (Róma, 1938)
- Cristoforo Munari (Reggio Emilia, 1667 – Pisa, 1720)
- Italo Mus (Chatillon, 1892 – Saint-Vincent (Olaszország), 1967)
- Giovanni Muzzioli (Modena, 1854 – Modena, 1894)

## N
- Luigi Nannipieri (Cascina, 1924)
- Angelo Nardi (Razzo, 1584 – Madrid, 1664)
- Giuseppe Nicola Nasini (Siena, 1657 – 1736)
- Niccoló Nasoni (San Giovanni Valdarno, 1691 – Oporto, 1773)
- Bartolomeo Nazari (Clusone, 1699 – 1758)
- Pietro Negroni (1505 – 1565)
- Francesco Nenci (Anghiari, ? – Siena, 1850)
- Aldo Neri (Livorno, 1911 – Busto Arsizio, 2003)
- Neri di Bicci (Firenze, 1418 – 1492)
- Ugolino di Nerio
- Ugo Nespolo (Mosso, 1941)
- Costantino Nivola (Orani, 1911 – Long Island, 1988)
- Plinio Nomellini (Livorno, 1866 – Firenze, 1943)
- Luigi Nono (Fusina, 1850 – Velence, 1918)
- Giovanni Novaresio (Nápoly, 1919 – Godiasco, 1997)
- Giustino Novelli (Chieti, 1949)
- Pietro Novelli (Monreale, 1603 – Palermo, 1647)
- Carlo Francesco Nuvolone (Cremona, 1608 – Milánó, 1662)

## O
- Giovanni Odazzi (Róma, 1663 – Róma, 1731)
- Pietro Domenico Olivero (Torino, 1679 – Torino, 1755)
- Luigi Onetti (Lu (Piemont), 1876 – Torino, 1968)
- Daniele Oppi (Milánó, 1932 – Milánó, 2006)
- Ubaldo Oppi (Bologna, 1889 – Vicenza, 1946)
- Orcagna (?–1368)
- Antonio Orgiazzi (Varallo, 1725 – 1790)
- Michele Ortino (Catania, 1914 – Firenze, 1978)
- Metodio Ottolini (Aldeno, 1882 – 1958)

## P
- Davide Paderi (Cagliari, 1970)
- Gualtiero Padovano
- Eleuterio Pagliano (Casale Monferrato, 1826 – Milánó, 1903)
- Domenico Paladino (Paduli, 1948)
- Pelagio Palagi (Bologna, 1775 – Torino, 1860)
- Filippo Palizzi (Vasto, 1818 – Nápoly, 1899)
- Marco Palmezzano (Forlì, 1460 – Forlì, 1539)
- Masolino da Panicale (San Giovanni Valdarno, 1383 – Firenze)
- Pio Panfili (Porto Fermo, 1723 – Bologna, 1812)
- Giovanni Paolo Pannini (Piacenza, 1691 – Róma, 1765)
- Giulio Paolini (Genova, 1940)
- Claudio Papa (Maiori, 1953)
- Giovanni Papandrea (Ardore, 1952)
- Irene Parenti Duclos (Firenze, 1754 – Firenze, 1795)
- Novella Parigini (Chiusi, 1921 – Róma, 1993)
- Paolo Paschetto (Torre Pellice, 1885 – Torino, 1963)
- Antonio Pasciuti (Lacedonia, 1937)
- Alberto Pasini (Busseto, 1826 – Cavoretto, 1899)
- Bartolomeo Passarotti (Bologna, 1529 – 1592)
- Alessio Paternesi (Civita Castellana, 1937)
- Teofilo Patini (Castel di Sangro, 1840 – Nápoly, 1906)
- Giuseppe Pellizza da Volpedo (Volpedo, 1868 – Volpedo, 1907)
- Gaetano Perego (Torino, ? –  ?, 1783)
- Pietro Perugino (Città della Pieve, 1450 – Fontignano, 1523)
- Baldassarre Peruzzi (Siena, 1481 – Róma, 1536)
- Pesellino (Firenze, 1422 – 1457)
- Teramo Piaggio (Zoagli, 1485 – 1554)
- Giovanni Battista Piazzetta (Velence, 1683 – Velence, 1754)
- Barbara Pietrasanta (Milánó, 1961)
- Simone Pignoni (Firenze, 1611 – 1698)
- Valerio Pilon (Castagnaro, 1929)
- Achille Pinelli (Róma, 1809 – Nápoly, 1841)
- Pinturicchio (Perugia, 1454 – Siena, 1513)
- Domenico Piola (Genova, 1624 – Genova, 1709)
- Giunta Pisano
- Michelangelo Pittatore (Asti, 1825 – Asti, 1903)
- Giovanni Battista Pittoni (Velence, 1687 – Velence, 1767)
- Giacinto Platania (Acireale, 1612 – Acireale, 1691)
- Karl Plattner (Malles Venosta, 1919 – Milánó, 1986)
- Bernardino Poccetti (Firenze, 1548 – Firenze, 1612)
- Francesco Podesti (Ancona, 1800 – Ancona, 1895)
- Giovanni Andrea Podestà (Genova, 1620 – 1673)
- Antonio del Pollaiolo (Firenze, 1429 – Róma, 1498)
- Jacopo Pontormo (Pontorme, 1494 – Firenze, 1557)
- Poppi (1544 – 1597)
- Giuseppe Porta (Castelnuovo di Garfagnana, 1520 – Velence, 1575)
- Andrea Pozzo (Trento, 1642– Bécs, 1709)
- Concetto Pozzati (Vo’, 1953)
- Enrico Prampolini (Modena, 1894 – Róma, 1956)
- Umberto Prencipe (Nápoly, 1879 – Róma, 1962)
- Gregorio Preti (Taverna 1603 – 1672)
- Mattia Preti (Taverna, 1613 – Valletta, 1699)
- Andrea Previtali (Berbenno, 1470 – Bergamo, 1528)
- Giulio Cesare Procaccini (Bologna, 1574 – Milánó, 1625)
- Bruno Prosdocimi (Velence, 1936)

## Q
- Paolo Quaresima (Merano, 1962–)

## R
- Rabarama (Róma, 1969)
- Enzo Raboni (Comessaggio, 1923)
- Rafaello (Urbino, 1483 – Róma, 1520)
- Matteo Ragonisi (Acireale, 1660 – 1734)
- Daniele Ranzoni (Intra, 1843 – Intra, 1889)
- Antonietta Raphaël (Kaunas, 1895 – Róma, 1975)
- Enrico Reffo (1831–1917)
- Mauro Reggiani (Nonantola, 1897 – Milánó, 1980)
- Albino Reggiori (Laveno-Mombello, 1933 – Laveno-Mombello, 2006)
- Calcedonio Reina (Catania, 1842 – Catania, 1911)
- Guido Reni (Bologna, 1575 – Bologna, 1642)
- Manlio Rho (Como, 1901 – 1957)
- Marco Ricci (Belluno, 1676 – Velence, 1730)
- Marco Ricci (Róma, 1938 – Róma, 1995
- Sebastiano Ricci (Belluno, 1659 – Velence, 1734)
- Antonio Rigorini (Torino, 1909 – Torino, 1997)
- Luigi Rigorini (Galliate, 1879 – Torino, 1956)
- Orazio Riminaldi (Pisa, 1593 – Pisa, 1630)
- Pippo Rizzo (Corleone, 1887 – Palermo, 1964)
- Marietta Robusti (Velence, 1554 – Velence, 1590)
- Onorata Rodiani (1403 – Castelleone, 1453)
- Gina Roma (Vazzola, 1914 – Oderzo, 2005)
- Angiolino Romagnoli (Borgo San Lorenzo, 1836 – 1890)
- Girolamo Romanino (Brescia, 1485 – 1562)
- Antoniazzo Romano
- Ottone Rosai (Firenze, 1895 – Ivrea, 1957)
- Cosimo Rosselli (Firenze, 1439 – Firenze, 1507)
- Matteo Rosselli (Firenze, 1578 – 1650)
- Gino Rossi (Velence, 1884 – Treviso, 1947)
- Mariano Rossi (Sciacca, 1731 – Róma, 1807)
- Mimmo Rotella (Catanzaro, 1918 – Milánó, 2006)
- Francesco Angelo Rottonara (Kunfar, 1848 – Bécs, 1938)
- Clemente Ruta (Parma, 1685 – 1767)

## S
- Luigi Sabatelli (Firenze, 1772 – Milánó, 1850)
- Andrea Sabatini (Salerno, 1480 – Gaeta, 1530)
- Lorenzo Sabbatini (Bologna, 1530 – Róma, 1576)
- Andrea Sacchi (Nettuno, 1599 – Róma, 1661)
- Il Pordenone (Pordenone, 1484 – Ferrara, 1539)
- Enea Salmeggia (Nembro, 1558 – Bergamo, 1626)
- Giovanni Battista Salvi (Sassoferrato, 1609 – 1685)
- Francesco Salviati (Firenze, 1510 – Róma, 1563)
- Domenico Sangillo (Rodi Garganico, 1922)
- Archimede Santi (Pergola, 1876 – Pergola, 1947)
- Sebastiano Santi (Murano, 1789 – Velence, 1866)
- Pietro Santi Bartoli (Perugia, 1635 – Róma, 1700)
- Andrea del Sarto, (Firenze, 1486 – Firenze, 1531)
- Giacomo Santoro (Palermo, 1490 – Rieti, 1544)
- Carlo Saraceni (Velence, 1585 – Velence, 1620)
- Sassetta (Siena, 1392 – 1450)
- Aligi Sassu (Milánó, 1912 – Pollença, 2000)
- Giovanni Gerolamo Savoldo (Brescia)
- Cristoforo Scacco di Verona (Verona)
- Emilio Scanavino (Genova, 1922 – Milánó, 1986)
- Giulio Scapaticci (Milánó, 1933 – 2006)
- Luigi Schingo (San Severo, 1891 – San Severo, 1976)
- Giuseppe Sciuti (Zafferana Etnea, 1834 – Róma, 1911)
- Giovanni Segantini (Arco, 1858 – monte Schafberg, Pontresina, 1899)
- Carlo Sellitto (Nápoly, 1581 – Nápoly, 1614)
- Gaspare Sensi (Perugia, 1794 – Madrid, 1880)
- Beppe Serafini (Montelupo Fiorentino, 1915 – Montelupo Fiorentino, 1987)
- Costantino Sereno (Casale Monferrato, 1829 – Torino, 1893)
- Gino Severini (Cortona, 1883 – Párizs, 1966)
- Alberto Sforza (Benevento)
- Antonio Sicurezza (Santa Maria Capua Vetere, 1905 – Formia, 1979)
- Luca Signorelli (Cortona, 1445 – 1523)
- Telemaco Signorini (Firenze, 1835 – Firenze, 1901)
- Elisabetta Sirani (Bologna, 1638 – Bologna, 1665)
- Mario Sironi (Sassari, 1885 – Milánó, 1961)
- Il Sodoma (Vercelli, 1477 – Siena, 1549)
- Giovanni Antonio Sogliani (Firenze, 1492 – 1544)
- Andrea Solari (Milánó, ? – Milánó, 1524)
- Francesco Solimena (Canale di Serino, 1657 – Nápoly, 1747)
- Olivio Sozzi (Catania, 1690 – Spaccaforno, 1765)
- Ascensidonio Spacca (Bevagna, 1557 – 1646)
- Ettore Spalletti (Cappelle sul Tavo, 1940 – 2019)
- Nick Spatari (Mammola, 1929)
- Rosario Spina (Acireale, 1857 – Catania, 1943)
- Antonio Spirito (Brindisi, 1946)
- Federico Spoltore (Lanciano, 1902 – Lanciano, 1988)
- Eugenio Spreafico (Monza, 1856 – Magreglio, 1919)
- Remo Squillantini (Stia, 1920 – Firenze, 1996)
- Gherardo Starnina (Firenze, 1354 – 1403)
- Fermo Stella (Caravaggio, 1490 – 1562)
- Antonio Stom (1688 – Velence, 1734)
- Luigi Stradella (Monza, 1929)
- Daniele de Strobel (Parma, 1873 – Camogli, 1942)
- Alberto Sughi (Cesena, 1928)
- Scipione (Gino Bonichi) (Macerata, 1904 – Arco, 1933)

## T
- Tintoretto (Velence, 1518 – Velence, 1594)
- Tiziano (Pieve di Cadore, 1490 – Velence, 1576)
- Giovanni Battista Tagliasacchi (Borgo san Donnino, 1696 – Castelbosco, 1737)
- Vincenzo Tamagni (San Gimignano, 1492 – 1530)
- Federico Tamburri (Atri, 1949)
- Filippo Tarchiani (Castello, 1576 – Firenze, 1645)
- Agostino Tassi (Perugia, 1566 – 1644)
- Lazzaro Tavarone (Genova, 1556 – 1640)
- Antonio Tempesta (Firenze, 1555 – Róma, 1630)
- Saverio Terruso (Monreale, 1939 – Milánó, 2003)
- Giambattista Tiepolo (Velence, 1696 – Madrid, 1770)
- Giandomenico Tiepolo (Velence, 1727 – Velence, 1804)
- Lorenzo Tiepolo (Velence, 1736 – Madrid, 1776)
- Francesco Tironi (Velence, 1745 – 1797)
- Fedele Tirrito (San Biagio Platani, 1717 – Palermo, 1801)
- Tiberio Titi (Firenze, 1578 – Firenze, 1637)
- Arturo Tosi (Busto Arsizio, 1871 – Milánó, 1956)
- Gaspare Traversi (Nápoly, 1722 – Róma, 1770)
- Antonio Travi (Sestri Ponente, 1609 – Genova, 1665)
- Ernesto Treccani (Milánó, 1920)
- Francesco Trevisani (Capodistria, 1656 – Róma, 1746)
- Jacopo Torriti (13. század)
- Francesco Trombadori (Siracusa, 1886 – Róma, 1961)
- Giovanni Tuccari (Messina, 1667 – Messina, 1743)
- Cosimo Tura (Ferrara, 1430– Ferrara, 1495)
- Bachiacca (Borgo San Lorenzo, 1494 – Firenze, 1557)

## U
- Paolo Uccello (Firenze, 1397 – Firenze, 1475)
- Carlo Urbino (Crema, 1525 – 1585)
- Gianfilippo Usellini (Milánó, 1903 – Arona, 1971)
- Stefano Ussi (Firenze, 1822 – 1901)

## V
- Domenico Antonio Vaccaro (Nápoly, 1678 – Nápoly, 1745)
- Francesco Vanni (Siena, 1563 – Siena, 1610)
- Giovan Battista Vanni (Firenze, ? – Pistoia, 1660)
- Alessandro Varotari (Padova, 1588 – Velence)
- Giorgio Vasari (Arezzo, 1511 – Firenze, 1574)
- Alessandro Vasta (Róma, 1724 – Acireale, 1793)
- Pietro Paolo Vasta (Acireale, 1697 – Acireale, 1760)
- Palma Vecchio (Serinalta, 1480– Velence, 1528)
- Cesare Vecellio (1521 – 1601)
- Emilio Vedova (Velence, 1919 – Velence, 2006)
- Guido Vedovato (Vincenza, 1961–)
- Bartolomeo Veneto (1502 – 1555)
- Domenico Veneziano, (Velence, 1410 – Firenze, 1461)
- Agostino Veracini (Firenze, 1689 – 1762)
- Paolo Veronese (Verona, 1528 – Velence, 1588)
- Luigi Veronesi (Milánó, 1908 – Milánó, 1998)
- Andrea del Verrocchio (Firenze, 1435 – Velence, 1488)
- Renzo Vespignani (Róma, 1924 – Róma, 2001)
- Lorenzo Viani (Viareggio, 1882 – Ostia, 1936)
- Jacopo Vignali (Pratovecchio, 1592 – Firenze, 1664)
- Leonardo da Vinci (Vinci, 1452 – Clos Lucé, Franciaország, 1519)
- Antonio Visentini (Velence, 1688 – Velence, 1782)
- Giuseppe Vita (Massa, 1933 – 2000)
- Giacomo Vittone (Torino, 1898 – Ostia, 1995)
- Antonio Viviani (Urbino, 1560 – Urbino, 1620)
- Giuseppe Viviani (San Giuliano Terme, 1898 – Pisa, 1965)
- Simona Weller (Róma, 1940)
- Luigi Vanvitelli (Nápoly, 1700 – Caserta, 1773)
- Volterrano (Volterra, 1611 – Firenze, 1689)

## Z
- Zoppo di Ganci (Gangi, 1588 – 1630)
- Jacopo Zabolino (15. század)
- Federico Zandomeneghi (Velence, 1841 – Párizs, 1917)
- Giovanni Battista Zelotti (Velence, 1526 – Mantova, 1570)
- Bernardino Zenale (Treviglio, 1460 – Milánó, 1526)
- Fausto Zonaro (Masi, 1854 – Sanremo, 1929)
- Francesco Zuccarelli (Pitigliano, 1702 – Firenze, 1788)
- Federico Zuccari (Sant’Angelo in Vado, 1542 – Ancona, 1609)
- Taddeo Zuccaro (Sant’Angelo in Vado, 1529 – Róma, 1566